# نوپسرها اوگاندنسیس
نوپسرها اوگاندنسیس یک گونه سوسک از خانوادهٔ سوسک‌های شاخک‌دراز است. استفان فون برونینگ در سال ۱۹۷۸ این گونه را توصیف و بررسی کرد. این گونه در کشور اوگاندا یافت شده است.